# Jung Eul-byeong
Jeong Eul-byeong (en hangeul : 정을병) est un écrivain sud-coréen né le 5 juillet 1934 et décédé le 18 février 2009. 

## Biographie
Jeong Eul-byeong publie ses premiers récits Barbelés (Cheoljomang) et Volonté (Uiji) dans la revue Débat libre (Jayu gong-non) en 1959. En 1962, il publie Non paiement (Budo) et Anti-moral (Banmoral) dans la revue Littérature contemporaine (Hyundae Munhak). Se basant sur des expériences concrètes du quotidien, Jung est un auteur réaliste refusant toute ornementation de la réalité. Il est considéré comme un auteur critique privilégiant un ton délibérément accusateur vis-à-vis de la société qui l'entoure tout en se documentant de manière minutieuse. Parmi ses principaux récits on compte Salauds (Gaesaekkideul, 1966), Village où on a un médecin (Yu-ui-chon 有醫村, 1968), L'épitaphe d'Athéna (Atena-ui bimyeong, 1968), Eschatologie (Malseron, 1968), La question d'accepter (Badadeurindaneun munje, 1970), La fuite en voyage (Dopi-yeohaeng, 1971), La société de la contraception (Pi-im sahoe, 1972). 
En 1968, il remporte le Prix de littérature contemporaine (Hyundae Munhak) pour L'épitaphe d'Athéna.